# 大山日ノ丸証券
大山日の丸証券株式会社（だいせんひのまるしょうけんかぶしきがいしゃ）は鳥取県鳥取市に本社を置く日本の証券会社。

## 概要
1957年に大山証券株式会社を設立。1997年に大山証券と日の丸証券株式会社が合併し、現在の社名となった。
2009年には鳥取市に本社を置くカドヤ証券株式会社から事業を譲渡され、豊岡支店を開設。岡山県倉敷市に本社を置く北田証券株式会社を経営統合し、倉敷支店を開設した。
2024年10月に石川県金沢市に本社を置く今村証券などの地場証券で構成するコンソーシアムに加入した。コンソーシアムの連携で実施された中小・ベンチャー企業の育成事業は内閣府と内閣官房が選定する2024年度の地方創生に資する金融機関等の特徴的な取組の一つとして取り上げられ、コンソーシアムを構成する5社連名で2025年3月に地方創生担当大臣から表彰された。

## 沿革
- 1957年 - 大山証券株式会社設立
- 1966年 - 倉吉支店開設
- 1990年 - 米子支店開設
- 1997年 - 大山証券株式会社と日ノ丸証券株式会社が合併、社名を大山日ノ丸証券株式会社とする
- 2009年 - カドヤ証券株式会社より事業を譲り受けて、豊岡支店開設
- 2013年 - 北田証券株式会社より事業を譲り受けて、倉敷支店開設

## 市況黒板
倉敷市の美観地区となる倉敷川沿いにある北田証券の旧本店前には黒板が掲示してあり、2016年からTwitter上で市況が手書きで書かれていることが話題になった。北田証券時代から市況などが手書きされており、2019年時点では、事業を受け継いだ大山日ノ丸証券倉敷支店ではなく、北田証券の元社長が個人的に執筆していた。地域住民からの存続を求める声を受けてのもので、2019年時点では観光名所のようになっていた。